# Años 1280
Los años 1280 o década del 1280 empezó el 1 de enero de 1280 y terminó el 31 de diciembre de 1289.

## Acontecimientos
- Martín IV sucede a Nicolás III como papa en el año 1281.
- Honorio IV sucede a Martín IV como papa en el año 1285.
- Nicolás IV sucede a Honorio IV como papa en el año 1288.
- Batalla naval de Malta
- El Rey Pedro III de Aragón autoriza la instalación del Consulado del Mar en Valencia.